# Irish Church Act 1869
Der Irish Church Act 1869 war ein Gesetz des Parlaments des Vereinigten Königreichs. Mit ihm wurde die anglikanische Church of Ireland von der Church of England getrennt. Das Gesetz trat am 1. Januar 1871 in Kraft.

## Geschichte
Mit dem Act of Union 1800 zwischen Großbritannien und Irland war es vorübergehend zur Vereinigung der beiden Staatskirchen gekommen. Als mittelbare Folge der katholischen Emanzipation im Vereinigten Königreich wurde mit dem Irish Church Act 1869 die Church of Ireland aus dem Etat der Church of England herausgenommen, was gegen den erbitterten Widerstand konservativer Kreise in beiden Häusern des Parlaments geschah (Antidisestablishmentarianism). Die Church of Ireland verlor ihren Status als Staatskirche. Abgeschafft wurde auch die bisherige Finanzierung der Kirche durch Abgabe von Zehnten, die alle Bürger Irlands betraf; so mussten vormals auch Katholiken und Mitglieder von Freikirchen den Zehnten an die anglikanische Church of Ireland entrichten. Die Church of Ireland entsandte ab 1871 auch keine Mitglieder mehr zum House of Lords.